# Gospodarstvo Kameruna
Gospodarstvo Kameruna predstavlja nacionalno gospodarstvo Republike Kamerun. Riječ je o jednoj od stabilnijih afričkih zemalja koja se nakon osamostaljenja veoma brzo razvijala. Ipak, pad cijena glavnih izvoznih proizvoda kao što su nafta, kakao, kava i pamuk sredinom 1980-ih uzrokovao je proračunske gubitke i financijsku krizu. U kombinaciji s precijenjenom valutom i lošim ekonomskim upravljanjem, dolazi i do povećanja vanjskog duga i pada BDP-a za više od 60% u razdoblju od 1986. do 1994.
Unatoč svemu, Kamerun zbog svojih naftnih rezervi i povoljnih uvjeta za razvoj poljoprivrede i dalje ima jedno od značajnijih gospodarstava u subsaharskoj Africi.
Od 1990. godine kamerunska Vlada je pokrenula razne programe MMF-a i Svjetske banke koji su namijenjeni poticanju poslovnih investicija, povećanju učinkovitosti u poljoprivredi, poboljšanju trgovine i dokapitalizaciji banaka. Isto tako, MMF vrši pritisak za više reformi uključujući povećanu transparentnost proračuna, privatizaciju i programe za smanjenje siromaštva. Nerazvijeni financijski sektor koji ne omogućava investicijska ulaganja te kolebanja cijena na svjetskom tržištu glavni su razvojni problemi koji otežavaju praćenje programa koje je propisao MMF.
Zemlja je članica Svjetske trgovinske organizacije (od 13. prosinca 1995.) i Afričke unije (od 25. svinja 1963.).

## Gospodarstvo

### Naftna industrija
Nafta i njeni derivati su najvažniji izvozni resurs te oni daju više od polovice vrijednosti izvoza. Ona se vadi iz podmorja još od sredine 1970-ih ali zalihe su ograničene. Sredinom 2000. godine Svjetska banka je odobrila sredstva za izgradnju naftovoda dugog oko tisuću kilometara koji bi prolazio kroz 300 novih naftnih izvora u Čadu te kroz Kamerun sve do Atlantskog oceana. Tada je procijenjeno da će njegova izgradnja stajati preko četiri milijarde dolara a najveći dio troškova snosio je američki naftni konzorcij ExxonMobil dok je Svjetska banka uložila 200 milijuna dolara. Stručnjaci koji su se zalagali za financiranje ovog projekta kažu da bi u narednih 25 godina ovaj naftovod donosio Čadu više od dvije milijarde dolara a Kamerunu pola milijarde dolara godišnje. Nakon njegove izgradnje, sam naftovod je "ogrezao" u korupciju, počevši s 4,5 milijuna dolara koji su preusmereni na kupovinu naoružanja za čadsku Vladu. Prolazi kroz područja koja karakteriziraju ekstremna politička nestabilnost i kršenja ljudskih prava. Kamerunske političare je Transparency International naveo kao najkorumpiranije na svijetu. Neovisni promatrači su zabilježili i da je porijeklo naftnog prihoda u Kamerunu uglavnom ostalo nerazjašnjeno.
Nalazišta plina nalaze se u blizini nigerijske granice ali se ne koriste zbog visokih investicijskih troškova i slabe infrastrukture. Primjer tome su podaci da manje od 20% cesta ima tvrdu podlogu pa su mnoge u kišnom razdoblju neprohodne dok je željeznička pruga modernizirana samo između Douale i Yaoundéa.

### Ostala industrija
Industrija je za afričke prilike dosta dobro razvijena. Prevladavaju proizvodnja robe za domaće potrebe da bi se smanjio uvoz (odjeća, guma, cement, umjetna gnojiva i dr.), prerada poljoprivrivrednih proizvoda te drvna i petrokemijska industrija.

### Poljoprivreda
U gospodarskoj strukturi, poljoprivreda je vrlo važna jer zapošljava skoro 3/5 stanovništva i daje 2/5 BDP-a te nekoliko važnih izvoznih proizvoda. Osim u proizvodnji komercijalnih kultura, prevladavaju manja gospodarstva na kojima se većinom za vlastite potrebe uzgajaju grah, krumpir, manioka, jam, riža, banane, kukuruz, proso, kikiriki i dr. Osim tradicionalno važnih kultura (kakao i kava), radi povećanja raznolikosti uspješno se u komercijalnu proizvodnju uvode pamuk, uljevita palma, šećerna trska i kaučuk. Uzgoj pamuka na sjeveru zemlje ima najvažniju ulogu dok za njegov uzgoj poljoprivrednici primaju poticaje.
Stočarstvo je razvijeno u cijelom Kamerunu, no većina uzgajivača nalazi se u zapadnim i sjeverozapadnim pokrajinama te od pokrajine Adamawa prema sjeveru. U suptropskim područjima veličina stada je mala zbog velike rasprostranjenosti tripanosomijaze. Lokalna stoka se već stotinama godina prilagođava na vrućinu i teške uvjete pa je razvila otpornost na brojne stresove koje uzrokuje život u takvom okruženju. Najviše se uzgajaju goveda, zatim koze i ovce, a u nemuslimanskim dijelovima i svinje.
Većina kamerunskih poljoprivrednika su mali proizvođači koji obrađuju male parcele i ostvaruju relativno male prihode a sama poljoprivreda generira više od jedne trećine zarade izvoza.
U morskom ribarstvu godišnje se na obalama Kameruna ulovi 64.000 tona ribe. Također, razvijeno je i slatkovodno ribarstvo u kontinentalnom dijelu zemlje na umjetnim jezerima i rijekama. Međutim, ribarstvo pati od prekomjerne eksploatacije nafte i nelojalne azijske konkurencije, naročito kineske. Samo ribarstvo ne može zadovoljiti domaće potrebe za ribom, tako da se godišnje uveze 135.000 tona smrznute ribe. Kako bi se riješio problem deficita ribe, otvoreni je projekt izgradnje kompleksa koji bi se sastojao od ribarnica, tržnice te skladišta i hladnjače. Isto tako, uz pomoć francuskih stručnjaka započeo je uzgoj škampi.

### Šumarstvo
Oko 75% zemljišta je pod šumama a polovica od toga iskorištava se za drvo koje je među važnim izvoznim proizvodima. To se odnosi na drvo iz tropskih šuma (tikovina, mahagonij, ebanovina, sapeli) ali taj je sektor gotovo u potpunosti u vlasništvu stranih tvrtki, posebice francuskih. Zabrinjavajuće je da loši propisi dopuštaju prekomjerno iskorištavanje šuma a vlastiti interesi prevladavaju nad općim dobrom.

### Rudarstvo
Od rudnog bogatstva postoje nalazišta boksita u visočju regije Adamawa, željezne rude u Kribiju i urana. U istočnim dijelovima zemlje ima zlata. Međutim, njima je zajedničko kao i zemnom plinu da postoje problemi vezani uz slabu infrastrukturu.
Za izvoz je važna tvornica aluminija u gradu Edéi gdje se prerađuje gvinejski boksit. 

## Vanjska trgovina
Glavni kamerunski izvozni partneri su Kina, Nizozemska i Španjolska te su 2012. godine zajedno činili preko 1/3 ukupnog kamerunskog izvoza koji je uglavnom temeljen na eksploataciji nafte te kakau, kavi i pamuku. Sama vrijednost kamerunskog izvoza ovisi o kolebanju cijena glavnih izvoznih proizvoda. S druge strane, najviše se uvozi iz Kine, Francuske, Nigerije i Belgije (preko 51% uvoza).
Preko lučkog grada Douale ide 95% pomorskog prometa a ona služi i za izvoz roba iz Čada i Srednjoafričke Republike. Za trgovinu s Nigerijom važna je riječna luka Garoua koja je otvorena samo dva do tri mjeseca godišnje jer je rijeka Benué u gornjem toku samo toliko vremena plovna.
Uspoređujući ukupni uvoz i izvoz koji su gotovo identični, zemlja je 2013. ostvarila ekonomski deficit u iznosu od 790 milijuna dolara.

## Vanjske poveznice
- Kamerun Proleksis enciklopedija
- Kamerun Hrvatska enciklopedija